# جوایز شرتی
جوایز شرتی (انگلیسی: Shorty Awards)، که معمولاً با نام «شرتی» شناخته می‌شود، جوایز سالانه‌ای برای به رسمیت شناختن افراد و سازمان‌هایی است که در توییتر، فیس‌بوک، یوتیوب، اینستاگرام، تیک‌تاک، توییچ.تی‌وی و بیشتر رسانه‌های اجتماعی محتوا تولید می‌کنند.